# Titus Flavius Piso

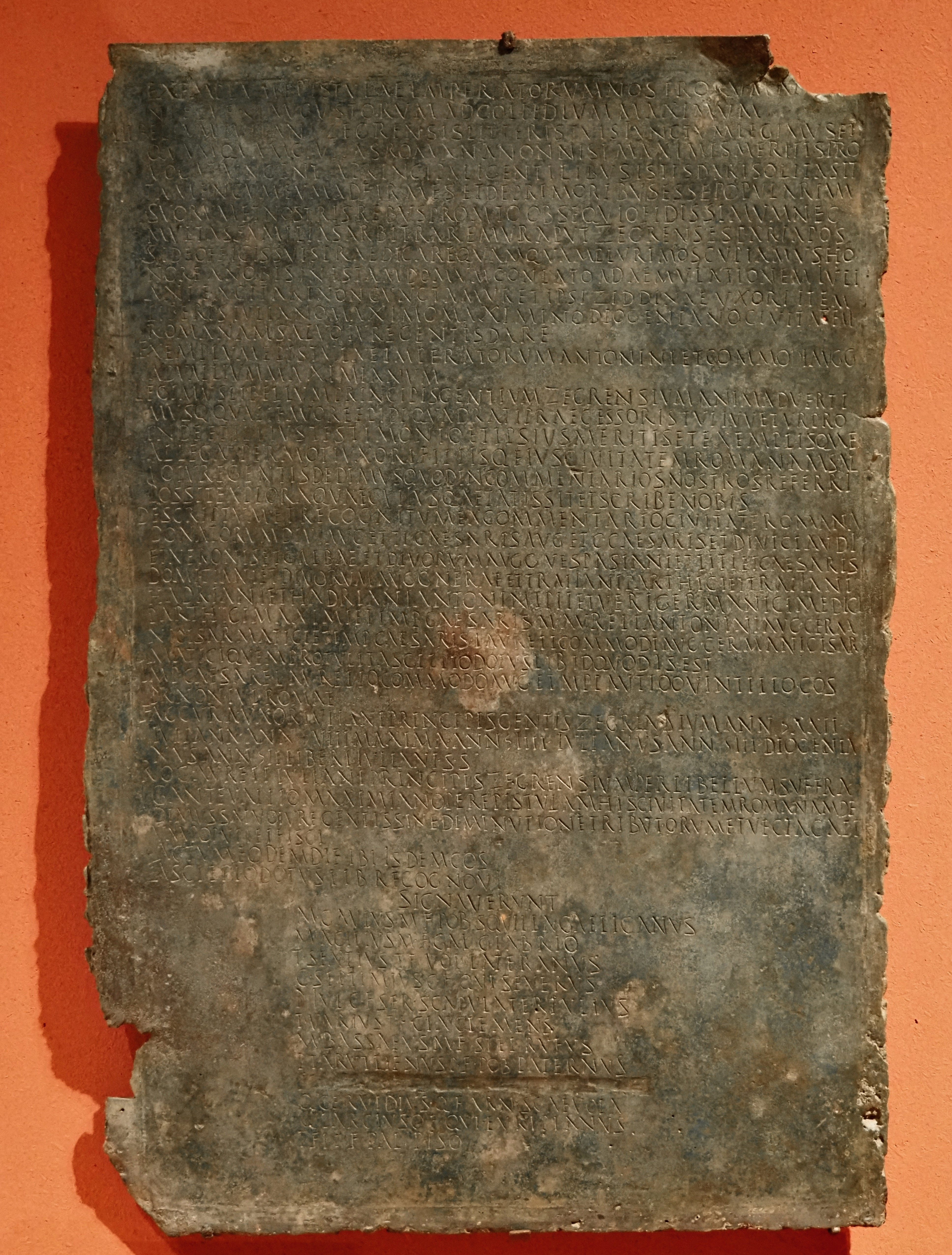
Die Tabula Banasitana

Titus Flavius Piso (vollständige Namensform Titus Flavius Titi filius Palatina Piso) war ein im 2. Jahrhundert n. Chr. lebender Angehöriger des römischen Ritterstandes (Eques).
Durch eine Bronzetafel, die sogenannte Tabula Banasitana ist belegt, dass Flavius Piso am 6. Juli 177 Angehöriger des Consilium principis der beiden Kaiser Mark Aurel und Commodus war. Danach ist er durch eine Inschrift für den 12. Mai 179 als Praefectus annonae belegt. Durch zwei Papyri, von denen einer auf den 14. Oktober 181 datiert ist, ist er als Statthalter (Praefectus Aegypti) in der Provinz Aegyptus nachgewiesen; seine Amtstätigkeit endete aber vor dem 4. Juli 181, da zu diesem Zeitpunkt bereits sein Nachfolger, Decimus Veturius Macrinus, im Amt war.
Piso war in der Tribus Palatina eingeschrieben.
William Seston und Maurice Euzennat nehmen an, dass Piso dem Consilium als amicus des Commodus angehörte. Laut William Seston nahm Hans-Georg Pflaum an, dass Piso zu diesem Zeitpunkt das Amt des A libellis ausübte. Werner Eck geht ebenfalls davon aus, dass er am ehesten das Amt des A libellis ausübte.

## Inschrift CIL 6, 26644
Durch eine Inschrift ist ein T(itus) Flavius Piso belegt, der für seine Frau Sosia C(ai) f(ilia) Terentia eine Grabinschrift errichten ließ. William Seston geht davon aus, dass es sich bei dem in dieser Inschrift genannten Piso nur um dieselbe Person handeln kann. Werner Eck glaubt hingegen, dass die beiden kaum identisch sein dürften.